# متلازمة فرط الأروماتاز
متلازمة فرط الأروماتاز (بالانجليزية: Aromatase excess syndrome)، وتسمى أيضًا فرط الإستروجين العائلي (بالإنجليزية: familial hyperestrogenis)، أو تثدَّي الرجل العائلي (بالإنجليزية: familial gynecomastia)، هو متلازمة وراثية ومن أمراض الغدد الصماء النادرة، التي تتميز بالتعبير الجيني المفرط لإنزيم الأروماتاز، وهو الإنزيم المسئول عن التخليق الحيوي لهرمون الإستروجين التناسلي من الأندروجين؛ مما يؤدي بدوره إلى مستويات مفرطة من هرمون الاستروجين الجائلة، وبالتالي أعراض فرط الإستروجين. ويؤثر على كلا الجنسين، ويظهر نفسه في الذكور بصورة ملحوظة وكاملة، ويكون الاستئناث هو نمطه الظاهري (ماعدا الأعضاء الجنسية، فلا يوجد خنوثة كاذبة). ويكون نمطه الظاهري في الإناث هو فرط الإستروجينية.
وحتى الآن، تم وصف 30 ذكر، و8 إناث بمتلازمة فرط الأروماتاز ضمن 15، و7 عائلات على التوالي في المنشور العلمي.

## علامات وأعراض
تشتمل العيوب الفسيولوجية الملاحظة في هذه الحالة على تعبير درامي مفرط لإنزيم الأروماتاز، وبالتبعية؛ فإنه يؤدي إلى مستويات مفرطة من الإستروجين، متضمنًا الإسترون، والإستراديول، ومعدل مرتفع من تحول الأندروجين إلى إستروجين.
في دراسة واحدة، وُجد أن تعبير الحمض النووي الريبوزي الرسول لإنزيم الأروماتاز الخلوي، يكون على الأقل 10 مرات أعلى في مريضة هذه المتلازمة مقارنةً بالمُتحكم فيها. كما وُجد أن نسبة الإستراديول / التستوستيرون بعد حقن هرمون التستوستيرون في مريض الذكور، تكون 100 مرة أعلى من المُتحكم فيه.
بالإضافة إلى دراسة أخرى، وجد أن مستوى الأندروستينديون (بالإنجليزية: Androstenedione)، والتستوستيرون، والديهدروتستوستيرون، يكون منخفض، أو طبيعي في الذكور. ولكن مستوى الهرمون المنشط للحوصلة ((FSH يكون منخفض جدًا؛ (غالبًا بسبب إخماده بواسطة الإستروجين، والذي له تأثير مضاد لموجهة الغدد التناسلية في صورة ارتجاع سلبي لإنتاج السترويدات الجنسية بكمية كبيرة بدرجة كافية). في حين أن مستوى الهرمون المنشط للجسم الأصفر (LH) يكون طبيعيًا.
وفقا لاستعراض حديث، فقد ارتفعت مستويات الإسترون في 17 من 18 مريض (94٪)، في حين أن مستويات الإستراديول ارتفعت فقط في 13 من 27 مريضا (48٪). وعلى هذا النحو، فإن الإسترون هو الاستروجين الرئيسي المرتفع في هذه الحالة. وفي أكثر من نصف المرضى، تكون مستويات الأندروستنيديون الجائلة، والتستوستيرون منخفضة إلى شبه طبيعية. ونسبة الإستراديول الجائل إلى التستوستيرون <10 في 75% من الحالات. ويقال أن مستويات الهرمون المنشط للحوصلة منخفضة باستمرار في هذه الحالة، في حين أن مستويات الهرمون المنشط للجسم الأصفر تكون في المعدل المنخفض إلى الطبيعي.
ومن الجدير بالذكر أنه تم ملاحظة التثدي في المرضى الذين يكون الإستراديول في مستواه الطبيعي لديهم، وقد اقترح أن يكون ذلك بسبب التحويل في الموقع من أندروجين الغدة الكظرية إلى الإسترون ثم الإستراديول في نسيج الثدي (حيث يكون نشاط الأروماتاز مرتفع بشكل خاص).
تشتمل أعراض متلازمة فرط الأروماتاز في الذكور على: البلوغ المبكر مغاير الجنس (بلوغ مبكر يشتمل ظاهريًا على خصائص جنسية ثانوية غير ملائمة، على سبيل المثال، مظهر مؤنث تمامًا أو في معظمه)، تثدي شديد قبل البلوغ، أو أثناء البلوغ (تطور الثدي في الذكور قبل، وأثناء البلوغ)، صوت عالي النبرة، شعر وجه خفيف، قصور الغدد التناسلية (غدد تناسلية مختلة وظيفيًا)، قلة النطاف (انخفاض عدد الحيوانات المنوية)، خصيتين صغيرتين، صِغر القضيب (قضيب صغير الحجم بطريقة غير عادية)، نضوج مبكر للعظم، الوصول لذروة سرعة الطول مبكرًا (معدل نمو متسارع فيما يتعلق بالطول)، وقصر القامة النهائية؛ نتيجة للالتحام المبكر للمشاش. ويبدو أن نسبة التثدي 100٪، مع 20 من 30 حالة من الذكور، ويكون اختيار استئصال الثدي وفقا للمراجعة.
وفي الإناث، تشتمل أعراض مثلازمة فرط الأروماتاز على: البلوغ المبكر مماثل الجنس (بلوغ مبكر يشتمل ظاهريًا على خصائص جنسية ثانوية ملائمة)، ضخامة الثدي (ثديان كبيران بشكل مفرط)، تضخم الرحم، دورة شهرية غير منتظمة، وعلى غرار الذكور، تسارع نضج العظم، وقصر القامة النهائية. من بين سبع إناث وصفت في تقرير واحد، ثلاثة كان لديهم ضخامة الثدي (معدل ~ 43٪). وفي وقت لاحق وصفت أيضا فتاة تبلغ من العمر 10 سنوات بضخامة الثدي.

وعلى الرغم من أن الخصوبة عادة ما تتأثر بدرجة أو بأخرى - ولا سيما لدى الذكور - فإنها لا تنخفض دائما بدرجة كافية لمنع التكاثر الجنسي، كما يتضح من الانتقال الرأسي للحالة من كلا الجنسين.

## السبب
يعتبر السبب الجذري لمتلازمة فرط الأروماتاز غير واضح تمامًا، ولكن تم توضيح أن الطفرات الجينية السائدة القابلة للإرث، والتي تؤثر على الجين المشفر للأروماتاز، تشارك في مسبباته.
وترتبط الطفرات المختلفة مع الشدة التفاضلية للأعراض، مثل التثدي خفيفة إلى شديدة.

## العلاج
تم العثور على العديد من العلاجات لتكون فعالة في معالجة متلازمة فرط الأروماتاز، بما في ذلك، مثبطات الأروماتاز ونظائرها، نظائر الهرمون المطلق لموجهة الغدد التناسلية في كلا الجنسين، العلاج باستخدام الأندروجين البديل بواسطة الأندروجينات الغير عطرية، مثل: ديهدروتستوستيرون في الذكور، والبروجيستوجينات (التي بحكم خصائصها المضادة للعدوى المناعية في جرعات عالية، تقمع مستويات هرمون الاستروجين) في الإناث. وبالإضافة إلى ذلك، يسعى المرضى الذكور في كثير من الأحيان لاستئصال الثديين، في حين أن الإناث قد تختار للتصغير الثدي إذا كان ذلك ضروريا.
لا يعتبر العلاج الطبي لمتلازمة فرط الأروماتاز ضروريًا تمامًا، ولكنه من المستحسن اللجوء إليه؛ وذلك لأنه إذا تركت الحالة بدون علاج؛ قد يؤدي ذلك إلى ثديين كبيرين بشكل مفرط (والذي قد يتطلب جراحة تصغير)، مشاكل في الخصوبة، زيادة خطر الإصابة بانتباذ بطاني رحمي، والإصابة بالسرطانات المعتمدة على الإستروجين مثل: سرطان الثدي، وسرطان بطانة الرحم في وقت لاحق في الحياة. وقد أبلغ عن حالة واحدة على الأقل من سرطان الثدي لدى الذكور.

## حالات بارزة
تم افتراض أن الفرعون أخناتون (زوج الملكة نفرتيتي)، وغيرهم من أفراد الأسرة الثامنة عشر في مصر القديمة قد عانوا من متلازمة فرط الأروماتاز. يوصف أخناتون وأقاربه، بمن فيهم من الرجال والفتيات الصغيرات، بأنهم لديهم ثديين كبيرين، ووركين واسعين. كما وصف أخناتون أيضًا بأن صوته جميل، وأنثوي. بالإضافة إلى مظاهر جسدية غير عادية يمكن تفسيرها من قِبل متلازمة فرط الأروماتاز، أو بصورة أخرى من فرط الإستروجين العائلي.